# R.J. Palacio
R.J. Palacio, właśc. Raquel Jaramillo (ur. 13 lipca 1963 w Nowym Jorku) – amerykańska pisarka i graficzka.
Jest autorką kilku powieści dla dzieci, w tym bestsellera Cudowny chłopak (2012), którego światowa sprzedaż przekroczyła 5 milionów egzemplarzy. Według amerykańskiego dziennika „The New York Times” wielu uznało tę pozycję za powieść, która zapoczątkowała światowy trend uczenia dzieci bycia życzliwym. Książka została zekranizowana pod tym samym tytułem (2017). Palacio była jednym z pełnomocników producenta filmu.
Palacio urodziła się w rodzinie imigrantów z Kolumbii. Mieszka w Brooklynie, okręgu Nowego Jorku, wraz z mężem Russellem oraz dwoma synami – Calebem i Josephem.